# شون إلدريدج
شون إلدريدج (بالإنجليزية: Sean Eldridge)‏ هو مستثمر أمريكي، ولد في 31 يوليو 1986 في مونتريال في كندا.